# Gerlinde Kaltenbrunnerová
Gerlinde Kaltenbrunnerová (* 13. prosince 1970 Kirchdorf an der Krems) je rakouská horolezkyně, která jako dvacátý osmý člověk, jedna z prvních žen a první rakouský občan vystoupila na 14 osmitisícovek. Navíc to dokázala bez použití umělého kyslíku, což před ní dokázalo pouze jedenáct lidí a žádná žena. V roce 2007 se provdala za německého horolezce Ralfa Dujmovitse. V současné době spolu žijí v Německu. Poslední chybějící osmitisícovku, druhou nejvyšší horu světa K2 zlezla v roce 2011 na čtvrtý pokus. Vrcholu dosáhla společně se dvěma kazašskými horolezci Vasilijem Pivcovem a Maxutem Žumajevem, kteří také tímto výstupem zkompletovali všech čtrnáct vrcholů vyšších než osm tisíc metrů. Kaltenbrunnerová potřebovala ke zdolání všech osmitisícovek 13 let a na poslední K2 vystoupila ve věku 40 let.

## Ocenění
- v listopadu 2013 převzala na Mezinárodním festivalu alpinismu v Praze ocenění Pražský křišťálový cepín za životní přínos alpinismu jako první žena[2]

## Úspěšné výstupy na osmitisícovky
- 1998 Čo Oju
- 2001 Makalu
- 2002 Manáslu
- 2003 Nanga Parbat
- 2004 Annapurna
- 2004 Gašerbrum I
- 2005 Šiša Pangma
- 2005 Gašerbrum II
- 2006 Kančendženga
- 2007 Broad Peak
- 2008 Dhaulágirí
- 2009 Lhoce
- 2010 Mount Everest
- 2011 K2